# الانقسام البهائي-الأزالي
حدث الانقسام البهائي-الأزالي عندما قبل معظم البابيين بهاء الله باعتباره الموعود في كتابات الباب، وبالتالي أصبحوا بهائيين، تاركين بقايا من البابيين الذين أصبحوا يعرفون باسم الأزليين، أتباع صبحي أزل. حدث الانقسام بعد أن أعلن مؤسس البهائية بهاء الله عن ادعائه العلني في عام 1863، مما أدى إلى تعبيرات الدعم من غالبية المجتمع البابي، والمعارضة من صبحي أزل، الذي أصبح زعيم المجموعة المتبقية.

## حضرة الباب
كان السيد علي محمد تاجرًا من شيراز، بلاد فارس، والذي ادعى في سن الخامسة والعشرين أنه مظهر جديد ومستقل لله، والقائم الموعود، أو المهدي للإسلام. في كتاباته المبكرة، اتخذ لقب الباب، والذي يعني "البوابة"، بعد مفهوم الشيخية الذي أوضح أنه مجرد "باب" أو "بوابة" لمظهر قريب من مظاهر الله أو النبي. ولذلك عُرف أتباعه بالبابيين. وأعلن لاحقًا أنه لم يكن مجرد "بوابة للمهدي" أو الباب، بل كان هو القائم أو الموعود نفسه.
وقد تضمنت كتابات الباب مفهوم المسيح العائد المسمى " الذي يظهره الله ". ومع انتشار تعاليم الباب، رأت الحكومة الإسلامية أن أتباعه يشكلون تهديدًا للدين الرسمي. وقعت عدة مواجهات عسكرية بين الحكومة وقوات البابيين. تم سجن الباب وإعدامه رمياً بالرصاص في تبريز في 9 يوليو 1850.

## خلافة
في معظم كتاباته البارزة، أشار الباب إلى الموعود، المعروف عادةً بـ " الذي سيُظهره الله "، وأنه "ليس إلا خاتمًا في يد من سيُظهره الله". والبيان في جوهره خطابٌ عن من سيُظهره الله، وقد ناقش الباب دائمًا كتاباته في سياق مجيء من سيُظهره الله. تشير العديد من كتابات الباب إلى أن مجيء من سيظهره الله سيكون وشيكًا.
لقد ألغى الباب مؤسسة الخلافة أو النيابة في حركته، وصرح بأن كتابات أي شخص آخر لن تكون ملزمة بعد وفاته حتى يظهر من يظهره الله.
ولكنه قام بتعيين زعيم اسمي بعده. قبل إعدام الباب بفترة وجيزة، لفت أحد أتباع الباب، عبد الكريم، انتباه الباب إلى ضرورة تعيين قائد؛ لذلك كتب الباب عددًا معينًا من الألواح التي أعطاها لعبد الكريم لتسليمها إلى صبحي أزل وبهاءالله. وقد تم تفسير هذه الألواح في وقت لاحق من قبل كل من الأزاليين والبهائيين على أنها دليل على تفويض الباب للقيادة. تذكر المصادر البهائية أن الباب فعل هذا بناءً على اقتراح بهاء الله.
في أحد الألواح، والذي يُشار إليه عادةً باسم "وصية وعهد الباب"، يُنظر إلى صبحي أزل على أنه عُيّن زعيمًا للبابيين بعد وفاة مؤسس الحركة؛ ويبدو أيضًا في الآية 27 أنه يأمر صبحي أزل" بطاعة من يُظهره الله". توجد نسخ متعددة من هذا اللوح، ويشير براون في ترجمته إلى أن هذه النسخة من الرسالة هي في الواقع بخط يد صبحي أزل وليس بخط يد الباب. ويشير براون، في حديثه عن زيارة قام بها إلى صبحي أزل في قبرص، إلى أنه رأى الوثيقة الأصلية بخط يد الباب نفسه.
بالإضافة إلى الصعوبات التي واجهها جمع الوثائق البابية الأصلية على هذه المسافة البعيدة - حيث كان براون في كامبريدج - كانت هناك ممارسة أزالية واسعة النطاق للتقية (الإخفاء)، أو إخفاء المعتقدات. ويبدو أن براون لم يكن على علم بهذا الأمر.

## القيادة والمواجهة
كانت قيادة صبحي أزال مثيرة للجدل. كان يغيب عن المجتمع البابي بشكل عام، ويقضي وقته في بغداد مختبئًا ومتنكرًا؛ حتى أنه ذهب إلى حد إعلان ولائه للباب علنًا في عدة مناسبات. ابتعد صبحي أزل تدريجيًا عن نسبة كبيرة من البابيين الذين بدأوا في منح تحالفهم لمطالبين آخرين. خلال الفترة التي تواجد فيها بهاء الله وصبحي أزل في بغداد، وبما أن صبحي أزل ظل مختبئًا، فقد قام بهاء الله بمعظم الإدارة اليومية للشؤون البابية.
يزعم بهاء الله أنه في عام 1852، بينما كان سجينًا في طهران، زارته " خادمة السماء "، وهو ما يمثل رمزيًا بداية مهمته كرسول لله. في عام 1863، أثناء مغادرته بغداد في حديقة الرضوان، أعلن لأول مرة علنًا أنه هو الذي سيظهره الله، الشخصية المسيحانية في كتابات الباب، لعدد قليل من الأتباع. بدأ هذا الإعلان مرحلة جديدة من القيادة في المجتمع البابي والتي من شأنها أن تؤدي في نهاية المطاف إلى ظهور الدين البهائي كحركة منفصلة متميزة عن البابية. أثناء وجوده في أدرنة (أدرنة الحالية، تركيا)، كان بهاء الله الزعيم الواضح للمجتمع البابي الذي تأسس حديثًا، وحدث انقطاع دائم بين بهاء الله وصبحي أزل.
في عام 1865 اتُهم صبحي أزال بمحاولة التآمر لقتل بهاء الله. وفي الروايات المعاصرة، ورد أن صبحي أزل حاول اغتيال بهاءالله على يد حلاق الحمام المحلي. ويبدو أن الحلاق محمد علي من أصفهان رفض ذلك ونشر الخبر الخطر بين أفراد المجتمع. يقال أن بهاء الله نصح "بالصبر والهدوء واللطف". وقد تكرر هذا النمط عندما حاول صبحي أزل، وفقًا للرواية الشخصية للأستاذ محمد علي سلماني، إقناعه أيضًا بقتل بهاء الله في الحمام. في النهاية حاول صبحي أزل تسميم بهاءالله مما تركه مريضًا بشكل خطير لفترة من الوقت، وتركه يرتجف طوال بقية حياته. وفي وقت لاحق، قدم أتباع أزال ادعاءً مضادًا بأن بهاءالله سمم نفسه عن طريق الخطأ أثناء محاولته تسميم الآخرين. ويشير سميث أيضًا إلى أن الروايات البهائية لهذا النزاع تبدو ذات مصداقية.
بعد هذا الحدث في عام 1866، أعلن بهاء الله عن ادعائه بأنه هو الذي سيظهره الله علنًا، بالإضافة إلى تقديم إعلان مكتوب رسمي إلى صبحي أزل مشيرًا إلى أتباعه لأول مرة باسم " شعب البهاء ". بعد إعلانه العلني، عزل بهاءالله نفسه في منزله وأمر البابيين بالاختيار بينه وبين صبحي أزل. لقد هددت ادعاءات بهاء الله موقف صبحي أزل كزعيم للدين، حيث أن كونه زعيمًا للبابيين لن يعني الكثير إذا ظهر "من يظهره الله" وبدأ دينًا جديدًا. رد صبحي أزال بتقديم ادعاءاته الخاصة، لكن محاولته للحفاظ على البابية التقليدية لم تكن شعبية إلى حد كبير، وأصبح أتباعه أقلية.
في عام ١٨٦٧، تحدى صبحي أزل بهاء الله لاختبار الإرادة الإلهية في مسجد محلي في أدرنة (أدرنة)، بحيث "يُسقط الله المحتال". وافق بهاء الله، وذهب إلى مسجد السلطان سليم في الموعد المحدد، لكن ميرزا يحيى فقد ماء وجهه ومصداقيته عندما رفض الحضور.
في نهاية المطاف، اعترفت الغالبية العظمى من البابيين ببهاء الله باعتباره "من يظهره الله" وبدأ أتباعه يطلقون على أنفسهم اسم البهائيين. أصبحت الأقلية الصغيرة من البابيين الذين تبعوا صبحي أزل معروفة باسم الأزاليين.

## منفى المجتمع
بعد أن انقسمت الجماعة البابية إلى قسمين، حاول الأزاليون تشويه سمعة بهاء الله لدى السلطات العثمانية، متهمين إياه بالتسبب في إثارة الاضطرابات ضد الحكومة. في حين أن التحقيق برأ بهاء الله، إلا أنه أخطر الحكومة بأن بهاء الله وصبحي أزل كانا ينشران ادعاءات دينية، وقد يتسببان في اضطرابات مستقبلية، وبالتالي أدى ذلك إلى المزيد من نفي زعماء البابيين. صدر أمر ملكي في يوليو 1868 يحكم على البابيين بالسجن الدائم والعزل في مواقع نائية من الإمبراطورية العثمانية - فاماغوستا، قبرص، بالنسبة لصبحي أزال وأتباعه، وعكا، في فلسطين العثمانية، بالنسبة لبهاء الله وأتباعه.
في حين تم إرسال معظم الذين تبعوا صبحي أزل إلى قبرص، تم إرسال البعض إلى عكا، بهدف العمل كجواسيس. في عام 1872 قرر عدد قليل من البهائيين قتل أتباع صبحي أزل لأنهم كانوا يسببون صعوبات لا نهاية لها للمجتمع البهائي. أدان بهاء الله هذا العمل بشدة، وأدان القتلة علنًا باعتبارهم منتهكين واضحين للشريعة البهائية.  شددت السلطات العثمانية في البداية من إجراءات سجن بهاء الله. ولكن بما أن السلطات برأت بهاء الله فيما بعد من عدم وجود أي صلة له بجرائم القتل، فقد تم تخفيف عقوبة سجنهم.

## بعد الانقسام
في نهاية المطاف، اعترفت الغالبية العظمى من البابيين ببهاء الله باعتباره "من يظهره الله" وبدأ أتباعه يطلقون على أنفسهم اسم البهائيين. بحلول عام 1908 ربما كان هناك ما بين نصف مليون ومليون بهائي، وعلى الأكثر مائة من أتباع صبحي أزل. توفي صبحي أزل في فاماغوستا، قبرص في عام 1912، ويعرف أتباعه باسم أزالي أو أزالي بابي. ويشير ماكيوان إلى أنه بعد وفاة هؤلاء البابيين الأزاليين الذين كانوا نشطين في الثورة الدستورية في إيران، دخل الشكل الأزالي للبابية في حالة ركود لم يتعاف منها بعد حيث لم يعد هناك زعيم معترف به أو منظمة مركزية. في العقد الأول من القرن الحادي والعشرين، لم تكن تقديرات عدد الأزاليين تتجاوز بضعة آلاف. قدرت قاعدة بيانات الأديان العالمية عدد البهائيين بنحو 7.3 مليون شخص في عام 2010 وذكرت: "إن البهائية هي الديانة الوحيدة التي نمت بشكل أسرع في كل منطقة من مناطق الأمم المتحدة على مدى المائة عام الماضية من عامة السكان؛ وبالتالي كانت البهائية هي الديانة الأسرع نموًا بين عامي 1910 و2010، حيث نمت على الأقل ضعف سرعة نمو سكان كل منطقة من مناطق الأمم المتحدة تقريبًا". تقدر المصادر البهائية منذ عام 1991 عادةً عدد البهائيين في جميع أنحاء العالم بـ "أكثر من 5 ملايين".
بعد وفاة بهاء الله، انتقلت قيادة الدين إلى عبد البهاء، ابن بهاء الله، الذي عينه بهاء الله، وقُبل من قبل جميع البهائيين تقريبًا. بعد وفاة عبد البهاء في عام 1921، انتقلت قيادة المجتمع البهائي إلى حفيده، شوقي أفندي، الذي تم تعيينه في وصية عبد البهاء. وقد نصت الوثيقة على تعيين شوقي أفندي ولياً للأمر، ودعت إلى انتخاب بيت العدل الأعظم بمجرد انتشار الدين البهائي بشكل كافٍ لكي تكون مثل هذه الانتخابات ذات معنى. توفي شوقي أفندي في عام 1957، وفي عام 1963 تم انتخاب بيت العدل الأعظم. منذ عام 1963 يتم انتخاب بيت العدل الأعظم كل خمس سنوات ويظل المؤسسة الخليفة والقائدة للدين.
هناك تقارير متضاربة حول من عينه صبحي أزال خلفًا له. ويذكر براون أن هناك ارتباكًا بشأن من سيكون خليفة صبحي أزال عند وفاته. وقد ذكر ابن صبحي أزال، رضوان علي، أنه عيّن ابن آقا ميرزا محمد هادي دولت آبادي خلفًا له؛ بينما ذكر آخر، وهو إتش سي لوكاش، أن ميرزا يحيى قال إن أيًا من أبنائه "يشبهه أكثر" سيكون الخليفة. لا يبدو أن أحداً قد تقدم إلى الأمام. ويشير ماكوين إلى أن صبحي أزال عيّن ابنه يحيى دولت آبادي خليفته، ولكنه يلاحظ أن هناك أدلة قليلة على أن يحيى دولت آبادي كان متورطًا في شؤون الدين، وأنه بدلاً من ذلك أمضى وقته كمصلح علماني. يذكر شوقي أفندي أن ميرزا يحيى عيّن خليفةً لبابي بارز، وهو ميرزا محمد هادي من دولت آباد (ميرزا هادي دولة آبادي)، لكنه تراجع لاحقًا علنًا عن إيمانه بالباب وميرزا يحيى. يبدو أن الابن الأكبر لميرزا يحيى أصبح بهائيًا بنفسه.

## أزلي التقية
كانت ممارسة التقية (الإخفاء أو إخفاء المعتقدات) منتشرة على نطاق واسع بين البابيين. في حين أن الوسيلة الأساسية لنقل نسخ الوثائق كانت نسخها يدويًا مما قد يؤدي إلى وجود تناقضات بين النسخ فإن ممارسة التقية أدت ببعض الناس إلى تغيير وتزوير تعاليم البابيين وتاريخهم. وقد أدى هذا إلى إضعاف حملتهم ضد بهاء الله. وقد توصل أحد المؤرخين البهائيين إلى الاستنتاج التالي:
ومما زاد من تعقيد مشكلة جمع المخطوطات الموثوقة، أن التقية الأزلية كان لها تأثير في جعل العديد من وثائق البابيين الأوائل غير موثوقة بعد ذلك، حيث كان البابيون الأزليون غالبًا ما يغيرون ويزورون تعاليم البابيين وتاريخهم.

## الخلافات العقائدية

### اكتمال مشروع بايان
البيان العربي هو كتاب كتبه الباب حوالي عام 1848، وهو الأخ الأصغر للكتاب الفارسي البيان. إن العمل غير مكتمل، إذ يحتوي فقط على إحدى عشر فصلاً من إجمالي تسعة عشر فصلاً من المفترض. وفي اللوح الذي يعتبر وصية الباب، فإنه يعطي الإذن لصبحي أزل بإكمال الثمانية المتبقية، بإذن من يظهره الله. يعتقد الأزاليون أن هذا يعني أن الباب فوض صبح أزل لإكمال نص البيان العربي. ومع ذلك، يقول سعيدي أنه حتى لو افترضنا أن صبحي أزل سُمح له بإكمال الفصول المتبقية من الكتاب، فلن يحدث ذلك إلا إذا كان من سيظهره الله قد ظهر بالفعل وأظهر له الفصول الثمانية. يذكر الباب أنه بعد وفاته لن تكون كتابات أي شخص آخر ملزمة حتى ظهور من يظهره الله، وقد كتب نص البيان العربي بأسلوب يسمى "الآيات الإلهية"، ويذكر الباب في كتاب آخر له أنه بعده فقط من يظهره الله يمكنه الكشف عن الآيات الإلهية. لقد كتب صبحي أزل كتابًا كان من المفترض أن يكمل البيان، وهو متممم البيان، ولكن بدلًا من إكمال البيان العربي، حاول توسيع البيان الفارسي؛ ويبدو أن صبحي أزل، على عكس أتباعه، لم يفهم إشارة الباب إلى أنه كان عليه إكمال البيان العربي.
ويشير السعيدي أيضًا إلى ترجمة وتفسير آخر للنسخة الموجودة في رسالة الباب: يستخدم الباب كلمة مناهج بطريقتين؛ بطريقة تشير إلى فصول البيان، وبطريقة أخرى تشير إلى البيان بأكمله وأحكامه. يقول سعيدي أن الإشارة إلى إظهار الطرق الثمانية قد تشير إلى توزيع النسخ الثمانية من البيان التي أرسلها الباب إلى صبحي أزل، إلى الأفراد الثمانية الذين تم تحديدهم في الرسالة، عندما يظهر الموعود.

### سنة الوحي
تنبأ الباب بأن الشخصية المسيحانية التي سيظهرها الله ستظهر في وقت ما في المستقبل. إن العديد من كتابات الباب تؤيد الاعتقاد بأن وصول من يظهره الله سيكون وشيكًا. الاعتقاد البهائي هو أن كتابات الباب تشير إلى العام التاسع، في حين أن الاعتقاد الأزلي هو أن من سيظهره الله سيأتي بعد 2000 عام.
في المعتقد الأزالي، لا يمكن للموعود أن يظهر إلا بعد تحقيق قوانين البيان ونضج البيان في 2000 سنة. ولكن هناك مشاكل في هذا الاعتقاد وتناقضات في عقيدة الأزالي. يعتقد الأزاليون أن الباب أعطى الإذن لصبح أزل بإكمال البيان العربي بإذن من الذي سيظهره الله، مما يشير إلى ظهور من سيظهره الله في حياة صبح أزل نفسه. كما أن نقطة الكاف، وهي نص أزلي، تنص على أن قوانين البيان قد تُلغى بعد سنوات قليلة من وفاة الباب، وأن من يظهره الله قد يظهر في حياة صبحي أزل. إن وجهة النظر الأزلية القائلة بأن ظهور من سيجعله الله ظاهراً لا يمكن أن يحدث إلا بعد آلاف السنين في المستقبل هي وجهة نظر إشكالية أيضاً، حيث أنهم في بعض نصوصهم ينصون على أن سبح الأزل هو من سيجعله الله ظاهراً.
ويكتب الباب في كثير من نصوصه عن الظهور الوشيك للموعود. في العديد من كتاباته يشير إلى العام التاسع والتاسع عشر من بداية الوحي المزعوم (1844) فيما يتعلق بظهور من سيجعله الله ظاهرًا. كما أنه يستخدم الأرقام الأبجديّة في اللغة العربية، وهو نظام لتوفير القيم العددية للحروف والكلمات، لتحديد مجيء من سيظهره الله، مشيرًا إلى الجانب الظاهر من اسم الله الأعظم باسم "وحيد" والذي له قيمة عددية 19 والجانب الخفي من نفس الاسم باسم " بهاء " والذي له قيمة عددية 9. يشير البهائيون إلى إشارات الباب إلى الأعوام التاسعة (1853) والتاسعة عشرة (1863) في كتابات الباب باعتبارها نبوءة بأن بهاء الله هو الذي سيجعله الله ظاهرًا. ادعى بهاء الله أنه أثناء سجنه في سجن سياه شال في عام 1853 في إيران، خضع لسلسلة من التجارب الصوفية بما في ذلك رؤية خادمة السماء التي أخبرته عن مهمته الإلهية، ووعده بالمساعدة الإلهية. في عام 1863، أثناء مغادرته بغداد في حديقة الرضوان، أعلن بهاء الله علنًا لأول مرة أنه هو الذي سيظهره الله.

## آراء البهائيين حول الانقسام
يزعم البهائيون أن الخلافة في الديانة البابية قد انتهت عندما أعلن مؤسس الديانة البهائية بهاء الله نفسه بأنه هو الذي سيظهره الله - وغالبًا ما يصفون صبحي أزل بأنه "رئيس مؤقت".

ينظر البهائيون إلى قيادة صبحي أزل على أنها مجرد رئيس اسمي إلى حد كبير. بحسب طاهر زاده:
"لقد برز ميرزا يحيى [صبحي أزل] ليس لأنه يمتلك أي صفات بارزة، بل من خلال ارتباطه الوثيق مع بهاء الله. ومن أجل صرف انتباه أعداء الدين عن شخص بهاءالله، الذي برز كنقطة محورية بين المؤمنين الأوائل، وافق الباب بكل إخلاص على اقتراح ترشيح الشاب وغير المعروف نسبيًا ميرزا يحيى [صبحي أزل] كرئيس للجماعة البابية. كان هذا الاقتراح قد جاء من بهاء الله، ولم يكن على علم بالخطة سوى اثنين آخرين، وهما الأخ المؤمن لحضرة بهاء الله ميرزا موسى (آقاي كليم) وملا معين اسمه عبد الكريم القزويني، الذي عهد إليه حضرة الباب، قبل استشهاده بفترة وجيزة، بمهمة تسليم حافظة أقلامه وأختامه وكتاباته إلى بهاء الله؛ وقد استشهد بعد ذلك في طهران أثناء سجن بهاء الله في سجن سياه شال. "كانت مزايا هذا الترشيح واضحة، وبما أن هذا النظام كان يعمل لبعض الوقت، فإن أولئك الذين وهبوا البصيرة والحكمة تمكنوا من رؤية أن ميرزا يحيى كان مجرد واجهة، وأن اليد المرشدة لبهاءالله وحده كانت توجه شؤون المجتمع البابي بشكل غير ملحوظ بعد استشهاد الباب. "
ويدعم هذا الرأي السكرتير البابي القديم الملا عبد الكريم القزويني، والذي يُعتقد أنه الشخص الوحيد الآخر الذي شارك في الخطة. يكتب جون والبريدج:
"ومعه [الملا عبد الكريم القزويني] بدأ بهاء الله خطة إعلان ميرزا يحيى خليفةً للباب مع إبقائه مختبئًا - وذلك من أجل صرف الانتباه عن بهاء الله، الذي كان معروفًا جيدًا لدى السلطات والشعب."
وقد كتب القزويني نفسه في رسالة عام 1851 يصف فيها مدى إلحاح الأصدقاء على عدم القيام بأي شيء لجذب الانتباه إلى بهاء الله خلال فترة سريته المسيحية:
"ولكن يُطلب، وفقًا لأمره [بهاء الله]، أن يكف الأصدقاء عن التلميح (shivih-ha) عنه، كما فعلوا في الماضي، بطريقة أثارت المتاعب لأصدقاء الله؛ وأن يتجنبوا جلب الحزن على ذلك الرجل، الذي يتمتع بشخصية لطيفة.

 ...

 لا ينبغي لهم أن يثيروا التحقيقات أو يتسببوا في أن يصبح اللقاء مع الله أبعد، أو أن يصبحوا حجابًا من السلاسل والأغلال بين العباد ورب الأرباب أكثر مما كانوا عليه بالفعل. "
وفي نهاية حياته، تم تسليم الباب ما تبقى من كتاباته، وبعض الأدوات الأخرى، بالإضافة إلى لوح خاص موجه إلى بهاء الله.
في قم، قبيل استشهاد الباب، تلقى صندوقًا من الباب يحتوي على آخر كتاباته ومقلمته وأختامه وخواتمه ولوح النجمة الخماسية الشهير الذي يحتوي على 350 مشتقًا من كلمة بهاء. غادر في اليوم نفسه إلى طهران، موضحًا أن رسالة الباب المرفقة أمرته بتسليمها إلى بهاء الله.
يعتقد البهائيون أن هناك رمزية في إرسال الباب إلى بهاء الله ليس فقط كل كتاباته المتبقية، بل وأختامه وأقلامه، وتسليمه حرفيًا أدوات الوحي، إلى جانب اللوح الخماسي المكتوب بخط يده مؤكدًا مكانة بهاء الله. في رسالة موجهة إلى أزل، والتي يشار إليها عادة باسم "وصية الباب"، يأمر الباب أزل بطاعة من سيظهره الله، موضحًا أنه ليس هو الذي وعد به الباب:
نأمركم بطاعة من يظهره الله، فإنه سيظهر على هذه الأمة ملكًا عظيمًا في القيامة الأخيرة، ونحن جميعًا عبيدٌ له راكعون، يفعل ما يشاء بإذن ربه، ولا يُسأل عن أفعاله، ولكن كل من سواه مسؤول عن كل ما يفعله. [الآيات ٢٧-٢٩]
فيما يتعلق بصبحي أزل، يلخص شوقي أفندي الاعتقاد البهائي الشائع، حيث كتب أن صبحي أزل كان "حسن الطباع ولكنه عرضة لأدنى تأثير". وهذا إشارة إلى السيد محمد الأصفهاني، الذي اتهم بالتآمر مع صبحي أزل وتضليله. يُوصف أحيانًا بأنه "المسيح الدجال" البهائي.

## منظر أزالي للانقسام
رفض الأزاليون الادعاءات الإلهية لبهاءالله باعتبارها سابقة لأوانها، وجادلوا بأن العالم يجب أن يقبل أولاً قوانين الباب قبل أن يظهر من يظهره الله.